# Timbuktu (film 2014)
Timbuktu – mauretańsko-francuski film dramatyczny z 2014 roku w reżyserii Abderrahmana Sissako. Fabuła filmu skupia się na okupacji miasta Timbuktu w Mali, przez terrorystyczną organizację Ansar ad-Din. Twórcy filmu przedstawili faktyczne wydarzenia, które miały miejsce w pobliskiej wsi Aguelhok, gdzie fundamentaliści w lipcu 2012 roku ukamienowali parę ludzi za posiadanie dzieci poza małżeństwem.
Światowa premiera filmu miała miejsce 15 maja 2014 roku, podczas 67. Międzynarodowego Festiwalu Filmowego w Cannes, w ramach którego obraz brał udział w Konkursie Głównym. Na tym festiwalu obraz otrzymał nagrodę Jury Ekumenicznego. Następnie obraz był prezentowany na międzynarodowych festiwalach m.in. w Londynie, Karlowych Warach, Toronto, Nowym Jorku czy Rio de Janeiro.
Polska premiera filmu miała miejsce 12 października 2014 roku, w ramach 30. Warszawskiego Międzynarodowego Festiwalu Filmowego, gdzie film był prezentowany w pokazach specjalnych. Do ogólnopolskiej dystrybucji kinowej film trafił wraz z dniem 12 czerwca 2015 r.
W 2015 film stał się oficjalnym mauretańskim kandydatem do rywalizacji o 87. rozdanie Oscara w kategorii filmu nieanglojęzycznego.. 15 stycznia 2015, film nominację otrzymał, jednak sama nagroda przyznana została Idzie Pawła Pawlikowskiego.

## Obsada
- Ibrahim Ahmed dit Pino jako Kidane
- Toulou Kiki jako Satima
- Layla Walet Mohamed jako Toya
- Mehdi Ag Mohamed jako Issan
- Kettly Noel jako Zabou
- Abel Jafri jako Abdelkerim

i inni

## Nagrody i nominacje
87. ceremonia wręczenia Oscarów
- nominacja: najlepszy film nieanglojęzyczny − Abderrahmane Sissako (Mauretania)

69. ceremonia wręczenia nagród Brytyjskiej Akademii Filmowej
- nominacja: najlepszy film nieanglojęzyczny − Abderrahmane Sissako (Mauretania)

67. Międzynarodowy Festiwal Filmowy w Cannes
- nagroda: Nagroda Jury Ekumenicznego − Abderrahmane Sissako
- nagroda: François Chalais Award − Abderrahmane Sissako
- nominacja: Złota Palma − Abderrahmane Sissako

40. ceremonia wręczenia Cezarów
- nagroda: najlepszy film − Abderrahmane Sissako, Sylvie Pialat i Etienne Comar
- nagroda: najlepsza reżyseria − Abderrahmane Sissako
- nagroda: najlepszy scenariusz oryginalny − Abderrahmane Sissako i Kessen Tall
- nagroda: najlepsza muzyka − Amine Bouhafa
- nagroda: najlepsze zdjęcia − Sofian El Fani
- nagroda: najlepszy montaż − Nadia Ben Rachid
- nagroda: najlepszy dźwięk − Philippe Welsh, Roman Dymny i Thierry Delor
- nominacja: najlepsza scenografia − Sébastien Birchler

19. ceremonia wręczenie Satelitów
- nominacja: najlepszy film zagraniczny (Mauretania)